# Кихек
Кихе́к — князь Пелымского княжества. 
Владел землями, расположенными в бассейнах рек Конда и Пелым. В 1581 году захватил и сжёг городок Соль Камскую, разорил в Прикамье слободы и селения русских, увёл их жителей в плен. Чердынский воевода Василий Пелепелицын и богатые купцы Строгановы не смогли отразить вражеское нападение. Лишь в 1594 году, после долгой и упорной борьбы, русским воеводам удалось покорить Кихека и его княжество, присоединённое затем к России.